# Torre del Greco
De stad Torre del Greco is gelegen in de Zuid-Italiaanse regio Campanië en is  onderdeel van de metropolitane stad Napels, wat voor 2015 nog de Italiaanse provincie Napels was. Torre del Greco ligt aan de voet van de vulkaan Vesuvius die in het verleden vaak voor verwoestingen van de stad heeft gezorgd. Zo werd in 1631 en 1794 Torre del Greco onder een dikke laag lava bedolven. De plaats is waarschijnlijk ontstaan als rijke buitenwijk van Herculaneum. Tot het jaar 1000 droeg de stad de naam Turris Octava. De huidige naam is afgeleid van een druivensoort die hier goed gedijt: de Greco. Gedurende de middeleeuwen was het zeer welvarend door de rijke visvangsten en grote opbrengsten uit de koraalbewerking.

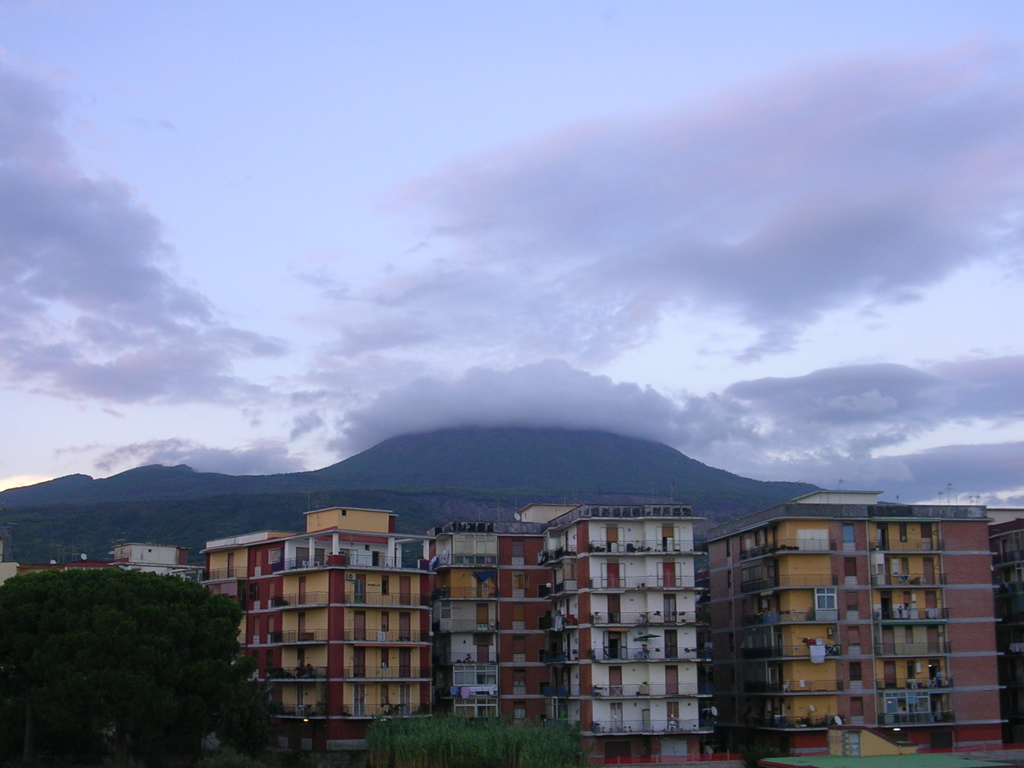
Torre del Greco en de Vesuvius

De belangrijkste bouwwerken in de stad zijn het Palazzo Vallelonga en het 18de-eeuwse klooster Camaldoli alla Torre. In Torre del Greco is het Museo del Corallo (het koraalmuseum) gevestigd; koralen uit Torre del Greco zijn ook te bezichtigen in het stadscentrum van Napels: in het Koraalmuseum Ascione.

## Cameo en Koraal Sieraden
Torre del Greco is naast toerisme bekend geworden om de grote hoeveelheid kunstenaars die cameeën maken uit koraal en schelpen. De industrie heeft meer dan 2600 mensen in dienst en genereert US $ 222 miljoen per jaar. De geschiedenis van het duiken naar koraal gaat terug tot de 15e eeuw, maar pas in de 19e eeuw werd deze verder uitgebouwd tot het bewerken van koraal, toen een Fransman Paolo Bartolomeo Martin uit Marseille een 10-jarig contract kreeg aangeboden om koraal te gaan bewerken in Torre del Greco. Een industrie was geboren.

## Demografie
Torre del Greco telt ongeveer 35385 huishoudens. Het aantal inwoners daalde in de periode 1991-2001 met 10,6% volgens cijfers uit de tienjaarlijkse volkstellingen van ISTAT.

## Geboren
- Gaetano De Bottis (1721-1790), priester en ingenieur
- Rita Bottiglieri (1953), atlete
- Gennaro Borriello (1956), voetbalscheidsrechter
- Mauro Esposito (1979), voetballer
- Luigi Sepe (1991), voetballer

| Jaar | Inwoneraantal |
| ---- | ------------- |
| 1991 | 101.361       |
| 2001 | 90.607        |